# Kepler-23 c
 (janvier 2024).
Si vous disposez d'ouvrages ou d'articles de référence ou si vous connaissez des sites web de qualité traitant du thème abordé ici, merci de compléter l'article en donnant les références utiles à sa vérifiabilité et en les liant à la section « Notes et références ».
Kepler-23 c est une planète extrasolaire en orbite autour d'une étoile située à environ 2 726 années-lumière  dans la constellation de la Lyre. Le système planétaire Kepler-19 a au moins trois planètes extrasolaires. Cette planète a été découverte par le télescope spatial Kepler en utilisant la méthode de transits, la variation de luminosité étant mesurée lorsque la planète passe devant son étoile. La découverte a été confirmée en utilisant une combinaison d'imagerie spectroscopique à haute résolution et la spectroscopie Doppler. Cette analyse permet de réduire la probabilité de faux positif à moins de 1 pour cent et estime la taille et la masse de la planète.

## Caractéristiques
- Masse : 0.8 MJ[1]
- Période orbitale (d) : 2.7[1]
- Rayon : 0.285 RJ[1]